# Itajara
Itajara foi um thoroughbred da geração de 1983, invicto em sete apresentações na Gávea, de criação e propriedade do Haras São José e Expedictus, da família de Linneo de Paula Machado. 
Filho do excelente reprodutor francês Felicio, foi criado pelo Haras São José e Expedictus, e ganhou todas as corridas de que participou. Sua fama de craque das pistas levou o público novamente para o Jockey Club Brasileiro que vibrava com suas facílimas vitórias. Grandes experts de turfe do país o consideraram, pela facilidade como vencia as provas, sempre na ponta, como um dos maiores cavalos de corrida do Brasil de todos os tempos, mesmo sem ter disputado as provas máximas do turfe brasileiro, impedido por uma grave contusão num dos tendões, o que o afastou das corridas. 
Levado ao haras como reprodutor, gerou vários animais de alta qualidade, criados no Brasil e na Argentina. Entre eles os craques Siphon e Romarin que, depois de bela campanha em hipódromos 
americanos, também foram à reprodução com grande sucesso.